# Hohenleipisch
Hohenleipisch è un comune di 2 006 abitanti del Brandeburgo, in Germania.
Appartiene al circondario dell'Elba-Elster (targa EE) ed è parte della comunità amministrativa (Amt) di Plessa.